# Lewis Black (homme d'affaires)
 (août 2025).
Motif : Sources secondaires
- Archive Wikiwix
- Bing
- Cairn
- DuckDuckGo
- E. Universalis
- Gallica
- Google
- G. Books
- G. News
- G. Scholar
- Persée
- Qwant
- (zh) Baidu
- (ru) Yandex

| 1. | Préciser le motif de la pose du bandeau. | Précisez le motif de la pose du bandeau en utilisant la syntaxe suivante : {{admissibilité à vérifier\|date=août 2025\|motif=remplacez ce texte par le motif}}                                      |
| 2. | Informer les utilisateurs concernés.     | Pensez à avertir le créateur de l'article, par exemple, en insérant le code ci-dessous sur sa page de discussion : {{subst:avertissement admissibilité à vérifier\|Lewis Black (homme d'affaires)}} |

 (août 2025).
Lewis Black, né le 4 juillet 1968, est un entrepreneur britanno-américain et cofondateur, PDG et CEO d’Almonty Industries, une entreprise minière spécialisée dans la production de tungstène.

## Premières années et parcours
Lewis Black naît à Londres, au Royaume-Uni, le 4 juillet 1968. Il étudie à l’Université de Manchester, où il obtient une licence en Administration et Technologie. Après ses études, il commence sa carrière dans une entreprise d’assurance internationale avant de s’orienter vers le secteur minier, dans lequel il cumule aujourd’hui plus de 15 ans d’expérience.

## Carrière professionnel
Avant de fonder Almonty Industries en 2011, Lewis Black occupe le poste de responsable des ventes et du marketing chez SC Mining Tungsten, en Thaïlande. Il exerce également les fonctions de président et de CEO de Primary Metals Inc. (PMI), une ancienne entreprise minière de tungstène cotée à la Bourse de croissance TSX (TSX-V), de juin 2005 à décembre 2007.
En 2011, il cofonde Almonty Industries avec Daniel D’Amato à la suite de l’acquisition de la mine de Los Santos, en Espagne. Le 28 septembre 2011, l’entreprise est introduite à la Bourse de croissance TSX-V. Sous la direction de Lewis Black, Almonty devient le premier producteur mondial de tungstène hors de Chine.
Le nom Almonty Industries est choisi en hommage aux pères des deux fondateurs : « Monty » fait référence au père de Lewis Black, Monty Black, et « Al » à celui de Daniel D’Amato, Alfonse D’Amato.